# Cenocoelius floridanus
Cenocoelius floridanus är en stekelart som beskrevs av Saffer 1982. Cenocoelius floridanus ingår i släktet Cenocoelius och familjen bracksteklar. Inga underarter finns listade.